# Estrategias de afrontamiento
Las estrategias de afrontamiento (a veces llamadas con el término inglés coping y su castellanización copear) hacen referencia a los esfuerzos, mediante conducta manifiesta o interna, para hacer frente a las demandas internas y ambientales, y los conflictos entre ellas, que exceden los recursos de la persona. Estos procesos entran en funcionamiento en todos aquellos casos en que se desequilibra la transacción individuo-ambiente. Se trata de un término propio de la psicología y especialmente vinculado al estrés.

## Conceptualización
Cuando un organismo, especialmente el ser humano, se encuentra frente a demandas ambientales que exceden o desafían sus capacidades, pone en marcha una serie de conductas, que pueden ser manifiestas o encubiertas, orientadas a restablecer el equilibrio en su transacción con el ambiente (más específicamente en la transacción persona-ambiente) o, al menos, a reducir el desequilibrio percibido y las consecuencias aversivas derivadas del mismo. El mecanismo por el que estas conductas modulan el impacto y efectos de la fuente de amenaza es mediante los cambios que introducen en los procesos valorativos.
Así, cuando una persona se enfrenta a una situación que le puede producir estrés o ansiedad pone en marcha las estrategias de afrontamiento, que son de carácter intencional, deliberado e involuntario.

## Teorías del afrontamiento
Dentro del enfoque cognitivo-conductual y centrándonos en el ser humano, hay dos formas de entender las estrategias de afrontamiento
- Como un estilo cognitivo consistente de aproximación a los problemas, entendiendo estilo cognitivo como el modo habitual de procesar la información y de utilizar los recursos cognitivos (como son la percepción, la memoria, el procesamiento...) Se ha buscado la asociación de diversas variables de personalidad con estilos de afrontamiento.

- Como un proceso que ocurre dependiendo de la situación. Se analizan las estrategias o acciones llevadas a cabo por una persona ante las distintas situaciones o problemas. Esta segunda forma de entender las estrategias de afrontamiento indicaría que hay un proceso de aprendizaje que va más allá de lo cognitivo. La persona evoluciona y va desarrollando distintos tipos de estrategias. Esto implica que la misma persona puede afrontar situaciones similares de distintas maneras en dos momentos temporales distintos gracias a ese aprendizaje.[1][2][3]

## Tipos
Inicialmente se mencionaban solo Estrategias de afrontamiento centradas en el problema y centradas en la emoción:
- Estrategias de afrontamiento centradas en el problema: la persona se centra en hacer frente a la situación, buscando soluciones al problema que ha provocado la disonancia cognitiva. Hay una búsqueda deliberada de solución, de recomposición del equilibrio, roto por la presencia de la situación estresante. Este tipo de estrategias son la confrontación, la búsqueda de apoyo social y la búsqueda de soluciones.

- Estrategias de afrontamiento centradas en la emoción: la persona busca la regulación de las consecuencias emocionales activadas por la presencia de la situación estresante. Si no funcionan o son insuficientes el primer tipo de estrategias, se pretende aminorar el impacto sobre el individuo. Las estrategias son el autocontrol, el distanciamiento, la revaluación positiva, la autoinculpación y el escape/evitación.

Posteriormente se han ido mencionando otras estrategias como:
- Estrategias centradas en las relaciones interpersonales.[4]

- Estrategias basadas en el sentido y significado.[5]

- Estrategias basadas en el autocuidado.[2][6]